# SOPH-Syndrom
Das SOPH-Syndrom, Akronym für Short stature, Optikusatrophie und Pelger-Huët-Anomalie, ist ein sehr seltenes angeborenes Fehlbildungssyndrom mit erheblicher Wachstumsretardierung nach der Geburt, Gesichtsdysmorphie, Skelettauffälligkeiten und Pelger-Huët-Anomalie (Veränderung an den weißen Blutkörperchen) sowie Verlust der Farbwahrnehmung und der Sehschärfe.
Synonym: Kleinwuchs-Optikusatrophie-Pelger-Huët-Anomalie-Syndrom
Die Erstbeschreibung stammt aus dem Jahre 1999 durch die russischen Ärztinnen Anna Nogovicina, Nadezda Maksimova und M. V. Khandy bei den Jakuten in der Republik Sacha.

## Verbreitung
Die Häufigkeit wird mit unter 1 zu 1.000.000 angegeben, die Vererbung erfolgt autosomal-rezessiv.

## Ursache
Der Erkrankung liegen Mutationen im NBAS-Gen auf Chromosom 2 Genort p24.3 zugrunde.
Dieses Gen ist auch beim Fieber-assoziierten akuten infantilen Leberversagen-Syndrom beteiligt.
Die Mutation führt zu einem Entwicklungsdefekt während der Embryonalentwicklung.

## Klinische Erscheinungen
Klinische Kriterien sind:
- Manifestation als Neugeborenes oder Kleinkind
- schwere postnatale Wachstumsretardierung
- Gesichtsdysmorphie mit vorgealtertem Aussehen, Brachyzephalie mit flachem Hinterhauptbein, schmaler Stirn, auffallender Glabella, kleiner Orbita mit leichtem Exophthalmus beidseits, unterentwickelte Wangenknochen, langes Philtrum und dünne Lippen
- Skelettauffälligkeiten mit Mikromelie, Brachydaktylie und kurzen Gliedmaßen
- Pelger-Huët-Anomalie der Leukozyten
- schlaffe Haut mit verminderter Hautspannung
- Optikusatrophie beidseits mit Verlust der Farbwahrnehmung und verminderter Sehschärfe

Hinzu kann ein durch Fieber ausgelöstes Leberversagen kommen.

## Diagnose
Im Röntgenbild kann eine verzögerte Skelettreife, auch eventuell eine Osteoporose nachgewiesen werden.